# Труханова, Антонина Тимофеевна
Антонина Тимофеевна Труханова (род. 26 октября 1932) — советский, российский педагог. Народный учитель СССР (1990).

## Биография
Окончила Московский политехнический техникум им. Моссовета. 
Работала контролёром ОТК в артели «Швейремонтодежда», затем в Центральной опытно-технической швейной лаборатории (ЦОТШЛ), одновременно закончив Московский экономико-статистический институт по специальности «Экономика промышленности».
Преподавательскую деятельность начала в профессиональном училище № 19, ведя предметы: технология, экономика и организация производства. С 1957 года преподаёт в Техникуме лёгкой промышленности (ныне — Колледж лёгкой промышленности № 5) в Москве.
В декабре 2012 года колледж отпраздновал 55-летний юбилей, а для педагога это был двойной юбилей, поскольку именно таков её педагогический стаж в должности преподавателя дисциплин технологии швейных изделий, профессионально значимых для будущих швейников.
Подготовила тысячи специалистов для отрасли, она автор учебников, фильмов, программ, плакатов, многие из которых переведены на иностранные языки.
Побывав на уроках педагога, открываешь чудо рождения образа человека. Из кропотливого, предельно точного и аккуратного труда закройщика, швейного технолога, швеи, по сути, из ткани, ножниц, булавок и ниточек появляется вещь, которая завершает образ человека, достойного своего времени, своих замыслов и дел. Технологии  едины, образ каждого человека неповторим. Именно поэтому встречи её учеников — выпускников колледжа превращаются выставку достижений швейного искусства! «Не снимайте, вам это идёт!» — таков был бы модный приговор известной телепередачи, а учитель гордится достижениями учеников и даёт рекомендации о совершенствовании мастерства. Ученики А. Т.  Трухановой, пройдя путь обучения, на всю жизнь получают негласный, но признанный  отраслевой знак качества — ученик Трухановой, ведь  если ты учился у Трухановой, тебе везде открыты двери! Так доверяют в швейной отрасли этому имени! Труханова — это педагогический бренд в швейной отрасли. Это знак качества, стиля, успеха.
Еще в пятидесятые годы всех рабочих швейного производства, на котором работала сама, она привела на вечернее отделение техникума легкой промышленности. Приходили учиться ремеслу взрослые люди, тотчас улавливали высокий профессионализм А. Т. Трухановой, приводили учиться своих детей. К примеру, у неё швейному ремеслу учились отцы: главный инженер Общесоюзного дома моделей Осташкин, главный конструктор фабрики «Большевичка» Борис Сакулин и их дети. 
«Модельер должен уметь шить!». А. Т. Труханова — автор 11 учебников «Основы технологии швейного производства», «Технология швейных изделий», «Технология мужской и женской верхней одежды», «Конструирование одежды» и других,  многократно переизданных разными издательствами, в том числе зарубежными. По её учебникам обучают будущих конструкторов одежды, швей и закройщиков на всем постсоветском пространстве. По учебным пособиям Трухановой сверяют профессиональные часы  специалисты России, Украины, Беларуси, Чехии, Польши и других государств. Перед своим выходом на пенсию, она задумала еще один проект, который обещала показать в 2017 году.

## Известные ученики
- Сергей Сысоев[2] — дизайнер одежды. Окончил Колледж лёгкой промышленности № 5 в 1992 году[1].

## Награды и звания
- Заслуженный учитель школы РСФСР
- Народный учитель СССР (1990) — «за особые заслуги в обучении и воспитании учащихся, выдающуюся деятельность в области народного образования…»[3].
- Орден Почёта (2003)[4].
- Медаль «В память 850-летия Москвы»
- Медаль «Ветеран труда»
- Две Серебряные медали ВДНХ
- Две Бронзовые медали ВДНХ
- Значок «Отличник среднего специального образования»
- Грамота Правительства Москвы.

## Публикации
- Знак качества — ученик Трухановой. «Учительская газета»-Москва, № 6 (5 февраля 2013). Дата обращения: 14 мая 2013. Архивировано 16 мая 2013 года.